# Paris-Nice 1933

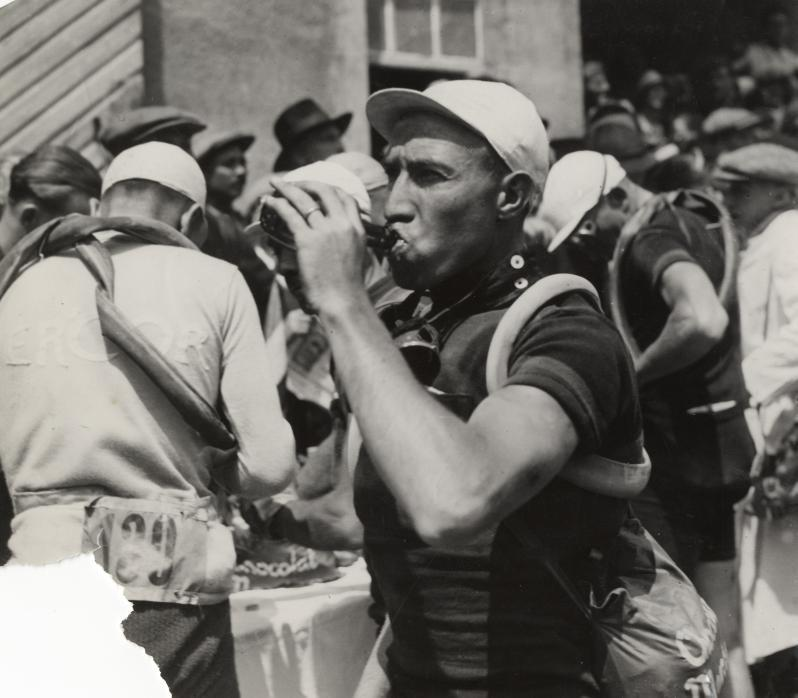
Alfons Schepers, vainqueur de la première édition de Paris-Nice.

La 1re édition de Paris-Nice a eu lieu du 14 au 19 mars 1933.

## Participants
Dans cette édition de Paris-Nice, 144 coureurs participent. Parmi les participants, 109 sont des coureurs individuels et 35 sont membres d'équipes commerciales : Alcyon, La Française, Dilecta, Genial-Lucifer et Oscar Egg.

## Étapes
| Étape     | Date    | Villes étapes     | km     | Vainqueur d'étape        | Leader du classement général |
| --------- | ------- | ----------------- | ------ | ------------------------ | ---------------------------- |
| 1re étape | 14 mars | Paris-Dijon       | 312 km | Alfons Schepers          | Alfons Schepers              |
| 2e étape  | 15 mars | Dijon-Lyon        | 198 km | Jean Aerts               | Alfons Schepers              |
| 3e étape  | 16 mars | Lyon-Avignon      | 222 km | Bernard Van Rysselberghe | Alfons Schepers              |
| 4e étape  | 17 mars | Avignon-Marseille | 204 km | Georges Speicher         | Alfons Schepers              |
| 5e étape  | 18 mars | Marseille-Cannes  | 209 km | Fernand Cornez           | Alfons Schepers              |
| 6e étape  | 19 mars | Cannes-Nice       | 110 km | Francesco Camusso        | Alfons Schepers              |

## Résultats des étapes

### 1reétape
14-03-1933. Paris-Dijon, 312 km.
|   | Cycliste          | Équipe       | Temps           |
| - | ----------------- | ------------ | --------------- |
| 1 | Alfons Schepers   | La Française | 8 h 48 min 50 s |
| 2 | Benoît Faure      | Individuel   | m.t.            |
| 3 | Albert Barthélémy | Individuel   | m.t.            |

### 2eétape
15-03-1933. Dijon-Lyon, 198 km.
|   | Cycliste          | Équipe       | Temps           |
| - | ----------------- | ------------ | --------------- |
| 1 | Jean Aerts        | Alcyon       | 5 h 12 min 00 s |
| 2 | Alfons Schepers   | La Française | m.t.            |
| 3 | Albert Barthélémy | Individuel   | m.t.            |

### 3eétape
16-03-1933. Lyon-Avignon, 222 km.
|   | Cycliste                 | Équipe       | Temps           |
| - | ------------------------ | ------------ | --------------- |
| 1 | Bernard Van Rysselberghe | Dilecta      | 6 h 40 min 47 s |
| 2 | Alfons Schepers          | La Française | m.t.            |
| 3 | Alfons Deloor            | Dilecta      | m.t.            |

### 4eétape
17-03-1933. Avignon-Marseille, 204 km.
|   | Cycliste         | Équipe         | Temps           |
| - | ---------------- | -------------- | --------------- |
| 1 | Georges Speicher | Alcyon         | 6 h 49 min 27 s |
| 2 | Jules Merviel    | Individuel     | m.t.            |
| 3 | Joseph Demuysere | Genial-Lucifer | + 1 min 07 s    |

### 5eétape
18-03-1933. Marseille-Cannes, 209 km.
|   | Cycliste        | Équipe       | Temps           |
| - | --------------- | ------------ | --------------- |
| 1 | Fernand Cornez  | Oscar Egg    | 6 h 45 min 05 s |
| 2 | Alfons Schepers | La Française | m.t.            |
| 3 | Gaston Rebry    | Individuel   | m.t.            |

### 6eétape
19-03-1933. Cannes-Nice, 110 km.
|   | Cycliste          | Équipe     | Temps           |
| - | ----------------- | ---------- | --------------- |
| 1 | Francesco Camusso | Individuel | 3 h 28 min 00 s |
| 2 | Jean Aerts        | Alcyon     | +1 min 30 s     |
| 3 | Max Bulla         | Oscar Egg  | m.t.            |

## Classements finals

### Classement général
|    | Cycliste           | Équipe         | Temps            |
| -- | ------------------ | -------------- | ---------------- |
| 1  | Alfons Schepers    | La Française   | 37 h 48 min 07 s |
| 2  | Louis Hardiquest   | Individuel     | + 2 min 30 s     |
| 3  | Benoît Faure       | Individuel     | + 3 min 13 s     |
| 4  | Alfons Deloor      | Dilecta        | + 3 min 24 s     |
| 5  | Georges Speicher   | Alcyon         | + 3 min 40 s     |
| 6  | Francesco Camusso  | Individuel     | + 5 min 10 s     |
| 7  | Jean Aerts         | Alcyon         | + 5 min 47 s     |
| 8  | Raymond Louviot    | Genial-Lucifer | + 6 min 33 s     |
| 9  | René Bernard       | Individuel     | + 7 min 27 s     |
| 10 | Maurice Archambaud | Alcyon         | + 7 min 58 s     |